# Anderson (Alaska)
Anderson ist ein Ort mit dem Status einer City im Denali Borough in Alaska. Das U.S. Census Bureau hatte bei der Volkszählung 2020 eine Einwohnerzahl von 177 ermittelt.

## Geografie
Anderson liegt am George Parks Highway 76 Meilen südwestlich von Fairbanks und 285 Meilen nördlich von Anchorage.
Im Stadtgebiet befindet sich die Clear Air Force Station, ein Militärflugplatz der US Air Force. Anderson hat ein kaltes kontinentales Klima mit maritimen Einflüssen im Sommer.

## Geschichte
Die Stadt wurde nach Arthur Anderson benannt, der zu den Siedlern gehörte, die sich in der Gegend in den späten 1950er Jahren niederließen. 1961 wurde eine Schule in dem Gebiet in Betrieb genommen. 1962 wurde Anderson als City inkorporiert. Zwischen Anderson und Nenana wurde eine Straße gebaut, die eine leichte Erreichbarkeit von Fairbanks ermöglichte. 1968 wurde eine 6 Millionen US-Dollar teure den Nenana River überspannende Stahlbrücke fertiggestellt. 1971 wurde durch den Bau des George Parks Highway der Straßenzugang zu Anchorage sichergestellt.

## Demografie
Zum Zeitpunkt der Volkszählung im Jahre 2000 (U.S. Census 2000) hatte Anderson 367 Einwohner auf einer Landfläche von 121 km². Das Durchschnittsalter betrug 32,6 Jahre (nationaler Durchschnitt der USA: 35,3 Jahre). Das Pro-Kopf-Einkommen (engl. per capita income) lag bei US-Dollar 23.837 (nationaler Durchschnitt der USA: US-Dollar 21.587). 17,6 % der Einwohner lagen mit ihrem Einkommen unter der Armutsgrenze (nationaler Durchschnitt der USA: 12,4 %). 27,8 % der Einwohner sind deutschstämmig und 13,6 % sind irischer Abstammung. 6,5 % der Einwohner von Anderson sind Nachkommen der Ureinwohner Alaskas.

## Wirtschaft und Infrastruktur
Anderson wird hauptsächlich von Arbeitnehmern der Clear Air Force Station und ihren Familien bewohnt. Ein beliebtes Erholungsgebiet ist der Riverside Park mit Campingmöglichkeiten und anderen touristischen Einrichtungen. Im Stadtgebiet gibt es eine Schule, die gegenwärtig von 43 Schülern besucht wird. Die medizinische Versorgung wird unter anderem durch die Anderson Health Clinic sowie Krankenhäuser in Fairbanks sichergestellt. Die Alaska Railroad hat eine Haltestelle in Anderson. Für den Flugverkehr steht eine öffentliche Start- und Landebahn vier Meilen südlich der Stadt am Clear Airport zur Verfügung. Einwohner von Anderson reisen oft nach Fairbanks, um Waren und Dienstleistungen für den täglichen Bedarf einzukaufen.